# Darkwing Duck (datorspel)
Darkwing Duck är ett plattformsspel baserat på den tecknade TV-serien med samma namn, och utvecklat av Capcom till NES 1992 samt överfört till Game Boy 1993. Spelet finns med i The Disney Afternoon Collection.

### Fotnoter
1. 1 2  ”Darkwing Duck”. NES DB. 28 februari 1992. Arkiverad från originalet den 18 april 2014. https://web.archive.org/web/20140418234415/http://www.nesdb.se/game_more.php?id=318&rid=1. Läst 18 april 2014.
2. ↑  Search:. ”Darkwing Duck Release Information for NES”. GameFAQs. Arkiverad från originalet den 24 juni 2010. https://web.archive.org/web/20100624043419/http://www.gamefaqs.com/nes/587215-darkwing-duck/data. Läst 13 september 2010.
3. ↑  Search:. ”Darkwing Duck Release Information for Game Boy”. GameFAQs. Arkiverad från originalet den 26 oktober 2012. https://web.archive.org/web/20121026001753/http://www.gamefaqs.com/gameboy/197058-darkwing-duck/data. Läst 13 september 2010.
4. ↑  Makuch, Eddie (15 mars 2017). ”Six Classic Disney Games Coming To PS4, Xbox One, And PC In New Compilation Pack”. GameSpot. http://www.gamespot.com/articles/six-classic-disney-games-coming-to-ps4-xbox-one-an/1100-6448744/. Läst 27 oktober 2021.